# 3345 Tarkovskij
3345 Tarkovskij è un asteroide della fascia principale del diametro medio di circa 24,25 km. Scoperto nel 1982, presenta un'orbita caratterizzata da un semiasse maggiore pari a 2,4741342 UA e da un'eccentricità di 0,1877865, inclinata di 15,83080° rispetto all'eclittica.
L'asteroide è dedicato al regista sovietico Andrej Tarkovskij.